# Notes on a Scandal
Notes on a Scandal é um filme de drama britânico lançado em 2006 realizado por Richard Eyre. As estrelas do filme são Judi Dench e Cate Blanchett, ambas nomeadas para Oscars pelos seus papéis neste mesmo filme. Indicado ao Oscar de Melhor Atriz (Judi Dench), Atriz Coadjuvante (Cate Blanchett), Trilha Sonora Original (Philip Glass) e Roteiro Adaptado (Patrick Marber). Foi um dos melhores filmes de 2006, que conta também com a participação do inglês Bill Nighy.
É baseado no romance homônimo escrito em 2003 pela autora britânica Zoë Heller.

## Sinopse
Conta a história de uma jovem professora, Sheba Hart (Cate Blanchett), que se apaixona por um dos seus alunos, Steven Connolly (Andrew Simpson). Os dois vivem um romance secreto, que na realidade não é assim tão secreto, pois a professora à beira da aposentadoria Barbara Covett (Judi Dench), descobre tudo e, através de chantagem e jogos psicológicos, conduz Sheba conforme sua vontade.

## Elenco
- Judi Dench .... Barbara Covett
- Cate Blanchett .... Bathsheba "Sheba" / "Bash" Hart
- Tom Georgeson .... Ted Mawson
- Michael Maloney .... Sandy Pabblem
- Joanna Scanlan .... Sue Hodge
- Shaun Parkes .... Bill Rumer
- .... Linda
- Andrew Simpson .... Steven Connolly
- Phil Davis .... Brian Bangs
- Bill Nighy .... Richard Hart
- Juno Temple .... Polly Hart
- Max Lewis .... Ben Hart